# Lilla Bommen (radioprogram)
Lilla Bommen var ett radioprogram som sändes i Sveriges Radio P3 från september 1983 till juni 1986. Under namn som Bommen Special, Bommen - musik på gränsen och Bommen - nådaskott av ny rock! sändes det fram till januari 1992. Det ersatte det mer punk-orienterade Ny Våg.
Programmet, som sändes från Göteborg, spelade aktuell alternativ pop och rock med inslag av liveuppträdanden och intervjuer. Stilar som förekom i programmet var exempelvis  post-punk, indie, synth, Gothic rock och industrial. 
Många svenska band uppmärksammades för första gången i programmet då de spelade upp inskickade demoinspelningar.
Redaktör och programledare var Lars Aldman; även Mats Lundgren medverkade med inslag.